# Anacampseros comptonii
Anacampseros comptonii és una espècie de planta suculenta del gènere Anacampseros, que pertany a la família Anacampserotaceae.

## Descripció
És una petita suculenta, perenne, normalment entre 10 i 35 mm d'alçada, amb un petit càudex enterrat que pot arribar a 2 cm de diàmetre.
Les flors són de color blanc a rosa pàl·lid.

## Distribució
Planta endèmica de la província del Cap Occidental de Sud-àfrica. Creix en terres poc profundes, sorrenques, de 900 a 1350 m d'altitud.

## Taxonomia
Anacampseros comptonii va ser descrita per Neville Stuart Pillans (Pillans) i publicada a South African Gardening. Cape Town. 17: 218. 1927.
Etimologia
Anacampseros: nom genèric que deriva de les paraules gregues: Anakampto = 'recuperar' i eros = 'amor'.
comptonii: epítet atorgat en honor del botànic sud-africà Robert Harold Compton.